# Обикновена риба аргус
Scatophagus argus е вид бодлоперка от семейство Scatophagidae. Видът не е застрашен от изчезване.

## Разпространение и местообитание
Разпространен е в Австралия, Бангладеш, Вануату, Виетнам, Йемен, Индия, Индонезия, Иран, Камбоджа, Китай, Кувейт, Малайзия, Мианмар, Микронезия, Нова Каледония, Оман, Пакистан, Палау, Папуа Нова Гвинея, Провинции в КНР, Самоа, Сингапур, Тайван, Тайланд, Тонга, Фиджи, Филипини, Френска Полинезия, Хонконг, Шри Ланка и Япония.
Среща се на дълбочина от 0,5 до 100 m, при температура на водата от 28,1 до 29 °C и соленост 30,2 – 34,2 ‰.

## Описание
На дължина достигат до 38 cm.